# Йоана Вринчану
Йоана Вринчану (7 березня 1994 , Тирґу-Муреш ) — румунська веслувальниця, олімпійська чемпіонка 2024 року, дворазова чемпіонка світу та восьмиразова чемпіонка Європи.

## Виступи на Олімпіадах
| Олімпіада  | Дисципліна | Місце |
| ---------- | ---------- | ----- |
| Токіо 2020 | вісімки    | 6     |
| Париж 2024 | двійки     | 2     |
| Париж 2024 | вісімки    | 1     |

## Зовнішні посилання
- Йоана Вринчану на сайті FISA.